# Camptochaeta quadriceps
Camptochaeta quadriceps är en tvåvingeart som beskrevs av Heikki Hippa och Pekka Vilkamaa 1994. Camptochaeta quadriceps ingår i släktet Camptochaeta och familjen sorgmyggor.
Artens utbredningsområde är Northwest Territories, Kanada. Inga underarter finns listade i Catalogue of Life.